# Пјано-Ветрале (Салерно)
Пјано-Ветрале је насеље у Италији у округу Салерно, региону Кампанија.
Према процени из 2011. у насељу је живело 475 становника. Насеље се налази на надморској висини од 479 м.